# Romanzo d'amore (film 1950)
Romanzo d'amore è un film del 1950 diretto da Duilio Coletti.

## Trama
Luisa d'Asburgo-Lorena, giovane e bella moglie del principe ereditario di Sassonia, manifesta sentimenti democratici che la rendono gradita al popolo, ma non alla corte. Nel 1902 il vecchio re Giorgio vorrebbe farla internare in manicomio, ma la donna fugge a Firenze dove conosce e ama il musicista Enrico Toselli. La loro sarà una vicenda drammatica, con la morte dell'uomo e la pazzia di lei.